# Barbara Thomaz
Barbara Thomaz (São Caetano do Sul, 27 de outubro de 1984) é apresentadora, comunicadora e colunista da Marie Claire Brasil. 

## Biografia
Nascida no ABC Paulista, Barbara mudou-se para São Paulo aos 18 anos para cursar Administração de Empresas na Faculdade Armando Álvares Penteado. Entrou na mídia participando em 2005 da seleção de um novo apresentador do Disk MTV, logo após abandonar o curso de graduação em Administração de Empresas e iniciar a graduação Desenho de Moda pela Faculdade Santa Marcelina . Não conseguiu o cargo na MTV, que foi concedido à Carla Lamarca.
Logo depois foi convidada a ser apresentadora na Mix TV e ficou à frente dos programas Mix TV Online, No Break e Ligue Mix. Depois de três anos, foi contratada pela Fashion TV (hoje Glitz), para apresentar Glow , depois assumiu o Glam.
Transitando muito bem no mundo da moda, Thomaz liderou coberturas e entrevistas nas duas principais semanas de moda brasileiras, SPFW e Fashion Rio, e foi o rosto oficial da Casa de Criadores no verão de 2010. 
Foi convidada pela rede Bandeirantes para ser repórter especial do Carnaval Band Folia em Recife, onde fez matérias sobre cultura e comportamento na capital pernambucana. 
No mundo da música, fez dupla por anos com Kid Vinil nas transmissões (ao vivo) anuais do Festival Planeta Terra. 
Em 2012 fez uma temporada de 6 meses a frente do programa TAM nas Nuvens[carece de fontes?], mas precisou sair de cena para se dedicar à Theodoro, seu filho que nasceria em setembro do mesmo ano, retornando apenas um ano depois. 
De 2013 à 2015 apresentou o programa Mais Cultura na emissora TV Cultura. Em 2015, Thomaz deu a luz a segundo filho, Antonio.  
A partir da chegada dos filhos, Barbara mergulhou no universo feminino e na discussão dos papéis de gênero, adentrou à militância dos direitos das mulheres, sendo maternidade, sexualidade e política os principais temas geradores de seu conteúdo e palestras. Também é colunista da revista Marie Claire Brasil, Digital Creator e roteirista.   

### Editoriais
Mesmo não atuando oficialmente como modelo, Thomaz participou de muitos ensaios, dentre eles Revista Um, Rolling Stone, Trip, Tpme foi em 2006 a Aposta RG, da Revista RG Vogue, hoje Revista RG, Revista Nova, Gloss, Estilo, Maxim, Vogue Homem edição nº25 , Criativa, DJ Mag, Follow e Revista Elle.